# Hérodiade
Hérodiade ist eine Oper (Originalbezeichnung: „Opera-ballo“) in vier Akten von Jules Massenet (Musik) mit einem Libretto von Paul Milliet und Henri Grémont nach der Novelle Hérodias (1877) von Gustave Flaubert. Dieselbe Thematik, dort jedoch auf einem Drama von Oscar Wilde beruhend, wird auch in der Richard-Strauss-Oper Salome behandelt.

## Werkgeschichte
Die Uraufführung fand am 19. Dezember 1881 im Théâtre de la Monnaie in Brüssel statt. Dabei wurde die Rolle der Salomé von Marthe Duvivier gesungen. Bei den etwas später in Frankreich zur Aufführungen kommenden Produktionen wurde diese Partie von Emma Calvé übernommen. An der Mailänder Scala wurde das Werk erstmals im Jahr 1882 aufgeführt.

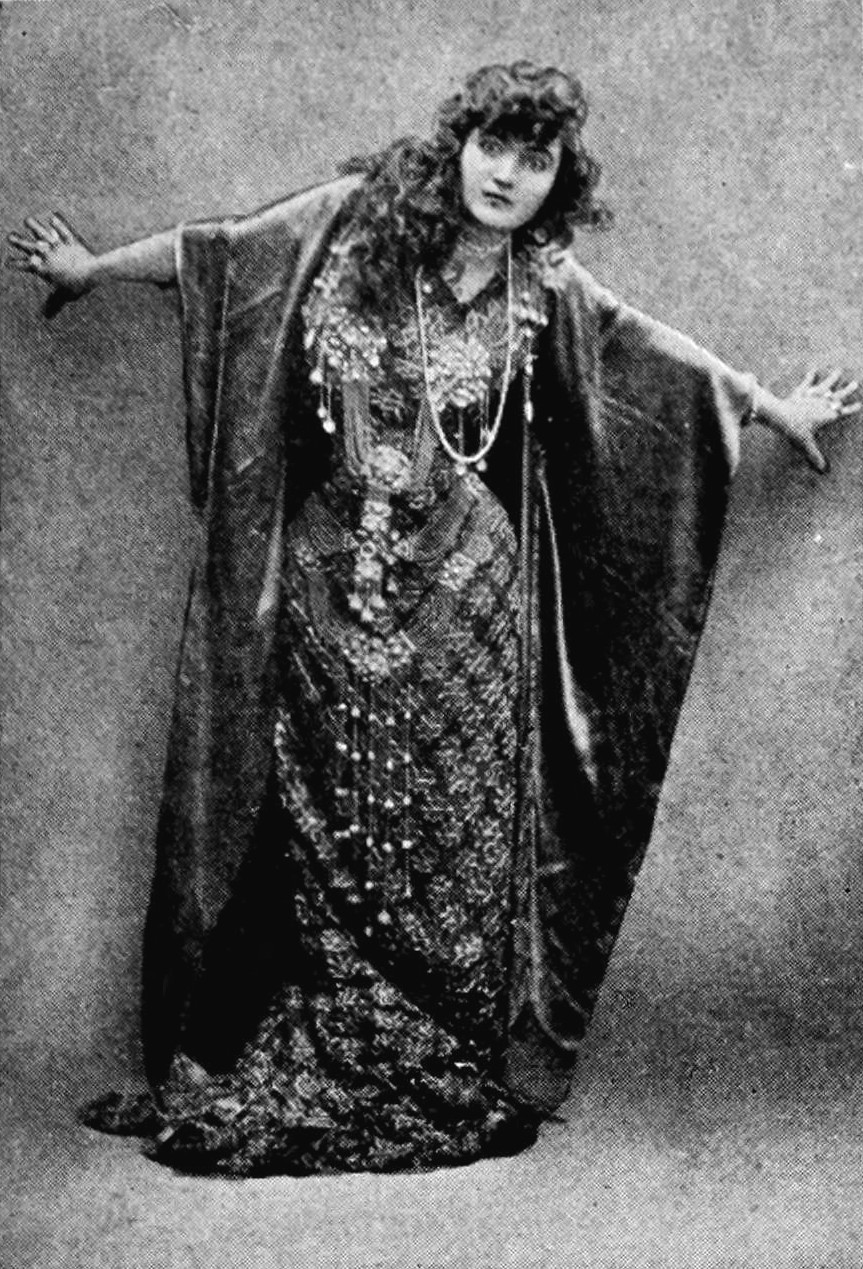
Emma Calvé,
die in Aufführungen in Frankreich als Salomé auftrat

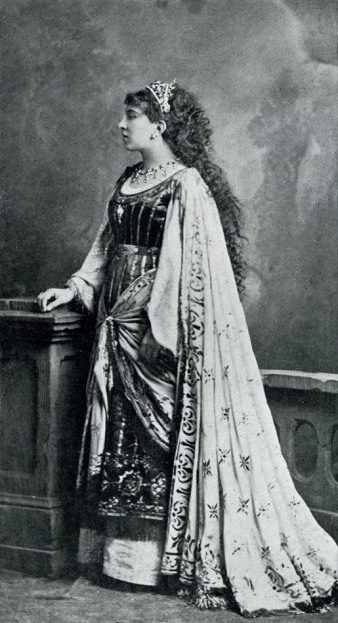
Marthe Duvivier,
die Salomé der Uraufführung

Die Oper wurde zum Ende des 19. und Anfang des 20. Jahrhunderts zwar an einigen europäischen sowie nordamerikanischen Opernhäusern aufgeführt, wurde jedoch nie Bestandteil des üblichen Opernrepertoires. In New Orleans und New York City stand das Stück bereits 1892 bzw. 1909 auf dem Spielplan.
Gelegentlich kommt das Werk konzertant oder im Rahmen von Opernfestivals zur Aufführung, beispielsweise 1977 beim Wexford Festival Opera.

## Handlung

### Erster Akt
Vor dem Palast des Königs Hérodes in Jerusalem streiten sich Kaufleute verschiedener Sekten. Der Astrologe Phanuel greift schlichtend ein. Salomé erscheint auf der Suche nach ihrer Mutter. Sie hatte vorher Jean (Johannes den Täufer) getroffen und sich in ihn verliebt. Nachdem Phanuel und Salomé die Szene verlassen, tritt Hérodes, der in Salomé verliebt ist, ein. Seine Frau Hérodiade folgt ihm. Sie fordert eine Bestrafung für Jean, da sie sich von ihm beleidigt fühlt, was ihr Hérodes jedoch auszureden versucht. Während sie noch argumentieren, tritt Jean selbst auf und beleidigt Hérodiade erneut, das königliche Paar zieht sich jedoch verunsichert zurück. Salomé tritt ein und gesteht Jean ihre Liebe. Er aber weist sie zurück und rät ihr, eine spirituelle Liebe zu suchen.

### Zweiter Akt
Hérodes denkt träumerisch an die verehrte Salomé. Phanuel erklärt dem König, dass das Volk nach einem Messias in Gestalt von Jean ruft und versucht erfolglos Hérodes zu überreden, Salomé zu vergessen. Während die beiden Revolutionspläne schmieden, erscheint der römische Prokonsul Vitellus und verspricht, den Glauben der Israeliten zu achten und den Tempel zu öffnen, wodurch er die Menge besänftigt. Als Jean in Begleitung von Salomé erscheint, bemerkt Hérodiade die entflammte Reaktion ihres Mannes beim Anblick der jungen Frau und beschuldigt Jean des Machtstrebens. Vitellus lässt den Propheten, beunruhigt von dessen Popularität, verhaften.

### Dritter Akt
Phanuel befragt die Sterne, ob Jean sterblich oder göttlich ist. Hérodiade bestreitet derweil, ihre Tochter in der jungen Frau wiederzuerkennen und will sich hingegen an der Rivalin rächen. Im Tempel erklärt Salomé erneut ihre Liebe zu Jean und den Wunsch, gemeinsam mit ihm zu sterben. Als Hérodes Salomé sieht, erklärt er ihr seine Liebe. Sie weist ihn zurück, woraufhin er droht, sie und seinen Rivalen zu töten. Das Volk versammelt sich derweil zum Gottesdienst. Die Hierarchen des Tempels appellieren an Vitellus, Jean wegen Ketzerei zu verurteilen. Vitellus überträgt die Aufgabe an Hérodes, da Jean ein Galiläer ist. Hérodes ist im Begriff, ihn zu begnadigen, da er glaubt, der Prophet sei für seine Pläne im Kampf der Galiläer gegen die Römer von Nutzen. Als Salomé jedoch offenbart, dass sie Jean liebt, verurteilt Hérodes beide zum Tode.

### Vierter Akt
Jean betet in seiner Zelle und blickt dem Tod ruhig entgegen. Als Salomé eintritt, erklären sie sich ihre Liebe zueinander. Jean fordert Salomé auf, sich selbst zu retten, sie ist jedoch entschlossen, mit ihm zu sterben. Salomé bittet Hérodes und Hérodiade um Jeans Leben. Gerade als Hérodes dem entsprechen will, erscheint der Henker mit einem blutigen Schwert und zeigt damit an, dass Jean bereits getötet wurde. Salomé zieht daraufhin einen Dolch und versucht, Hérodiade zu töten, die nun zugibt, dass sie ihre Mutter ist. In ihrer Verzweiflung ersticht sich Salomé und verflucht Hérodiade.

## Orchester
Die Orchesterbesetzung der Oper enthält die folgenden Instrumente:
- Holzbläser: zwei Piccoloflöten, zwei Flöten, zwei Oboen, Englischhorn, drei Klarinetten, Bassklarinette, Altsaxophon, Tenorsaxophon, Kontrabasssaxophon, zwei Fagotte
- Blechbläser: zwei Naturhörner in C und G, zwei Hörner, zwei Trompeten, zwei Pistons, vier Posaunen, Tuba
- Pauken, Schlagzeug: große Trommel, Becken, Triangel, Militärtrommel, baskische Trommel, arabische Trommel, Glöckchen, Glockenspiel, 2 Stahlstäbe, 2 antike Becken, Tamtam
- zwei Harfen
- Klavier
- Streicher
- Bühnenmusik hinter der Szene: acht römische Fanfaren oder Trompeten, zwei Piccoloflöten, zwei Flöten, zwei Klarinetten, Harmonika, Harfe, zwei antike Becken, Triangel, arabische Trommel, Klavier, Frauenchor

## Tonträger (Auswahl)
- 1963: Georges Prêtre (Dirigent), Théâtre National de l’Opéra de Paris mit Régine Crespin (Salomé), Rita Gorr (Hérodiade), Albert Lance (Jean), Michel Dens (Hérode) und Jacques Mars (Phanuel). (La Voix de son Maître) (Auszüge)
- 1995: Michel Plasson (Dirigent), Choeur et Orchestre du Capitole de Toulouse mit Cheryl Studer (Salomé), Nadine Denize (Hérodiade), Ben Heppner (Jean), Thomas Hampson (Hérode) und José van Dam (Phanuel). (EMI)
- 1995: Valery Gergiev (Dirigent), Orchester und Chor der San Francisco Opera mit Renée Fleming (Salomé), Dolora Zajick (Hérodiade), Plácido Domingo (Jean), Juan Pons (Hérode) und Kenneth Cox (Phanuel). (Sony Classical)